# Winburndale Creek
Winburndale Creek är ett vattendrag i Australien. Det ligger i delstaten New South Wales, i den sydöstra delen av landet, omkring 170 kilometer nordväst om delstatshuvudstaden Sydney.
I omgivningarna runt Winburndale Creek växer huvudsakligen savannskog. Trakten runt Winburndale Creek är nära nog obefolkad, med mindre än två invånare per kvadratkilometer. Genomsnittlig årsnederbörd är 932 millimeter. Den regnigaste månaden är februari, med i genomsnitt 172 mm nederbörd, och den torraste är oktober, med 38 mm nederbörd.